# Титов, Иван Фёдорович
Иван Фёдорович Титов (1922 — 19 марта 1945) — помощник командира стрелкового взвода 977-го стрелкового полка 270-й стрелковой дивизии, младший сержант — на момент представления к награждению орденом Славы 1-й степени.

## Биография
Родился в 1922 году деревне Коськово (ныне — Солнечногорского района Московской области). Жил в посёлке Химки (ныне — город в Московской области).
В марте 1943 года был призван в Красную Армию Кировским райвоенкоматом города Ташкента. С апреля того же года участвовал в боях с захватчиками на Воронежском, Калининском и 1-м и 2-м Прибалтийских фронтах. К январю 1944 года воевал в составе 270-й стрелковой дивизии сначала в дивизионной разведке, затем в 977-м стрелковом полку. В составе этого полка прошёл весь боевой путь.
В наступательных боях январе-феврале 1944 года на территории Белоруссии уничтожил более 10 противников, способствовал захвату 2-х пленных. Получил первую боевую награду — орден Красной Звезды.
23 июня 1944 года при отражении контратаки танков и пехоты противника в деревни Мясоедово младший сержант Титов вышел во фланг врагу, отсёк вражеских автоматчиков от танков, уничтожив 8 из них. 27 июня при расширении плацдарма на берегу реки Западная Двина северо-западнее посёлка Улла истребил 7 пехотинцев, захватил ценные документы противника. Был представлен к награждению орденом Красной Звезды.
Приказом по частям 270-й стрелковой дивизии от 10 июля 1944 года младший сержант Титов Иван Фёдорович награждён орденом Славы 3-й степени.
12-18 июля 1944 года в схватке за мост на реке Западная Двина у города Дрисса младший сержант Титов с отделением ворвался в траншею неприятеля, из автомата сразил 7 противников. 22 июля в том же районе в составе разведывательной группы, находясь в ночном поиске, вступил в бой с гитлеровцами, уничтожил нескольких из них, захватил в плен вражеского офицера. Был вновь представлен к награждению орденом Красной Звезды, но командиром 270-й стрелковой дивизии статус награды был изменён. Приказом по войскам 6-й гвардейской армии от 15 сентября 1944 года младший сержант Титов Иван Фёдорович награждён орденом Славы 2-й степени.
5 октября 1944 года при прорыве обороны противника у населённого пункта Жиляй младший сержант Титов первым поднялся в атаку, вброд преодолел реку Вента, захватил рубеж и прикрыл роту, которая форсировала реку. Преследуя отступающего противника, истребил несколько противников, 4 солдат и офицера, и одного взял в плен. Был представлен к награждению орденом Славы 1-й степени.
Пока наградные документы ходили по инстанциям, продолжались бои по уничтожению Курляндской группировки. К февралю 1945 года старшина Титов уже командовал стрелковым взводом 6-й стрелковой роты в своем полку.
25 февраля 1945 года в бою за сильно укрепленный опорный пункта противника деревню Гобземье старшина Титов первым поднял взвод в атаку и ворвался в траншею. Взвод уничтожил более 50 противников, Титов лично забросал гранатами блиндаж с семью солдатами. Был представлен к награждению орденом Отечественной войны 1-й степени, командиром стрелкового корпуса статус награды был изменен на орден Красной Звезды.
В бою 19 марта 1945 года, при отражении контратаки противника, уничтожил 18 противников. Увидев замешательство противника, поднял свой взвод в атаку, но был сражён пулей. За этот бой посмертно награждён орденом Отечественной войны 2-й степени.
Был похоронен на месте боя, позднее перезахоронен в братской могиле № 8 в городе Приекуле.
Указом Президиума Верховного Совета СССР от 24 марта 1945 года за образцовое выполнение заданий командования на фронте борьбы с немецкими захватчиками и проявленные при этом доблесть и мужество младший сержант Титов Иван Фёдорович награждён орденом Славы 1-й степени. Стал полным кавалером ордена Славы.
Награждён орденом Красной Звезды, Отечественной войны 2-й степени, Славы 1-й, 2-й и 3-й степеней.